# Solanum matadori
Solanum matadori är en potatisväxtart som beskrevs av Smith och Robert Jack Downs. Solanum matadori ingår i släktet skattor som ingår i familjen potatisväxter. Inga underarter finns listade i Catalogue of Life.